# Повернення до життя (фільм, 1972)
«Повернення до життя» (рос. «Возвращение к жизни») — російський радянський художній фільм, знятий режисером Володимиром Басовим за мотивами роману Ахто Леві «Записки сірого вовка» на кіностудії «Мосфільм» в 1972 році.

## Сюжет
Школярем, під час війни, з рідної Естонії, в пошуках дитячих пригод, Арно на пароплаві відправляється в Німеччину. Він мріє пробратися на океанський лайнер і доплисти до Південної Америки. Реальне життя виявляється набагато прозаїчніше. Спочатку був «Гітлерюгенд», потім робота на полях і служба в німецькій армії.
Після війни Арно залишається в західній зоні окупації. Не має постійної роботи, добуває свій хліб випадковими заробітками, сходиться з підозрілою компанією. Його вчать обманювати людей, торгувати підробками на ринку і, нарешті, просто красти.
Знайомий журналіст порадив йти в радянське консульство і виїхати в Радянський Союз. Арно повертається в Естонію і зустрічає товариша свого батька. Той звинувачує у всіх бідах нову владу і вмовляє піти в ліс до антирадянський партизанів-«Лісових братів». Арно відмовляється під будь-яким приводом від вбивств людей і через деякий час біжить з лісу.
У місті він зустрів кримінальників і, маючи досвід, досить швидко пристрастився до нового, злодійського життя. Одного разу, на вулиці, він стикається зі знайомою ще по німецькому пересильному табору, молодою жінкою Марі. Арно стежить за нею, дізнається ім'я та адресу.
Кинувши свою злодійську компанію, Арно домагається зустрічі з Марі, вона терпляче слухає його відверту розповідь і залишає у себе. Але не так просто вийти з порочного кола. Арно знаходиться під наглядом у своїх старих друзів. Одного вечора Арно повертається додому і застає Марі побитою.
Незабаром Арно впізнали, і він був заарештований за старі кримінальні справи. Знову табір, втеча і новий термін. Ще одна втеча — він на волі і знову йде в ліс до партизанів. Йому дають завдання вбити вчительку на одному з хуторів, але Арно, застреливши карателів, здається владі і, відбувши свій останній термін, виходить на свободу новою людиною.

## У ролях
- Леонхард Мерзін — Арно на прізвисько «Сірий вовк»
- Валентина Титова — Марі
- Ігор Безяєв — Лонг
- Костянтин Забєлін — Йоганнес Роосла / Орас, колишній легіонер
- Тамара Логінова — вчителька з хутора
- Володимир Маренков — Ян Коротваш
- Паулі Рінне — сержант
- Іта Евер — Ліль
- Володимир Басов — гітарист
- Микола Сімкин — начальник варти
- Гарнік Аразян — «Пронира»
- Володимир Салопов — «Хлист»
- Володимир Агєєв — «Вещічка»
- Лембіт Антон — «Хорь»
- Марія Пастухова — жінка, пограбована Арно
- Ніна Агапова — фрау Айна Мейзі

## Знімальна група
- Сценаристи: Володимир Басов, Маро Єрзінкян
- Режисер-постановник: Володимир Басов
- Оператор-постановник: Анатолій Кузнецов
- Композитор: Веніамін Баснер
- Художник-постановник: Олексій Пархоменко